# Blas Ortiz
Blas Ortiz (Villarrobledo, 1485-Toledo, 25 de mayo de 1552) fue un humanista español del Renacimiento, autor de una biografía de Adriano VI durante su Pontificado y de la primera guía histórico-artística sobre la catedral de Toledo. Como inquisidor participó en la defensa de Juan de Vergara.

## Biografía

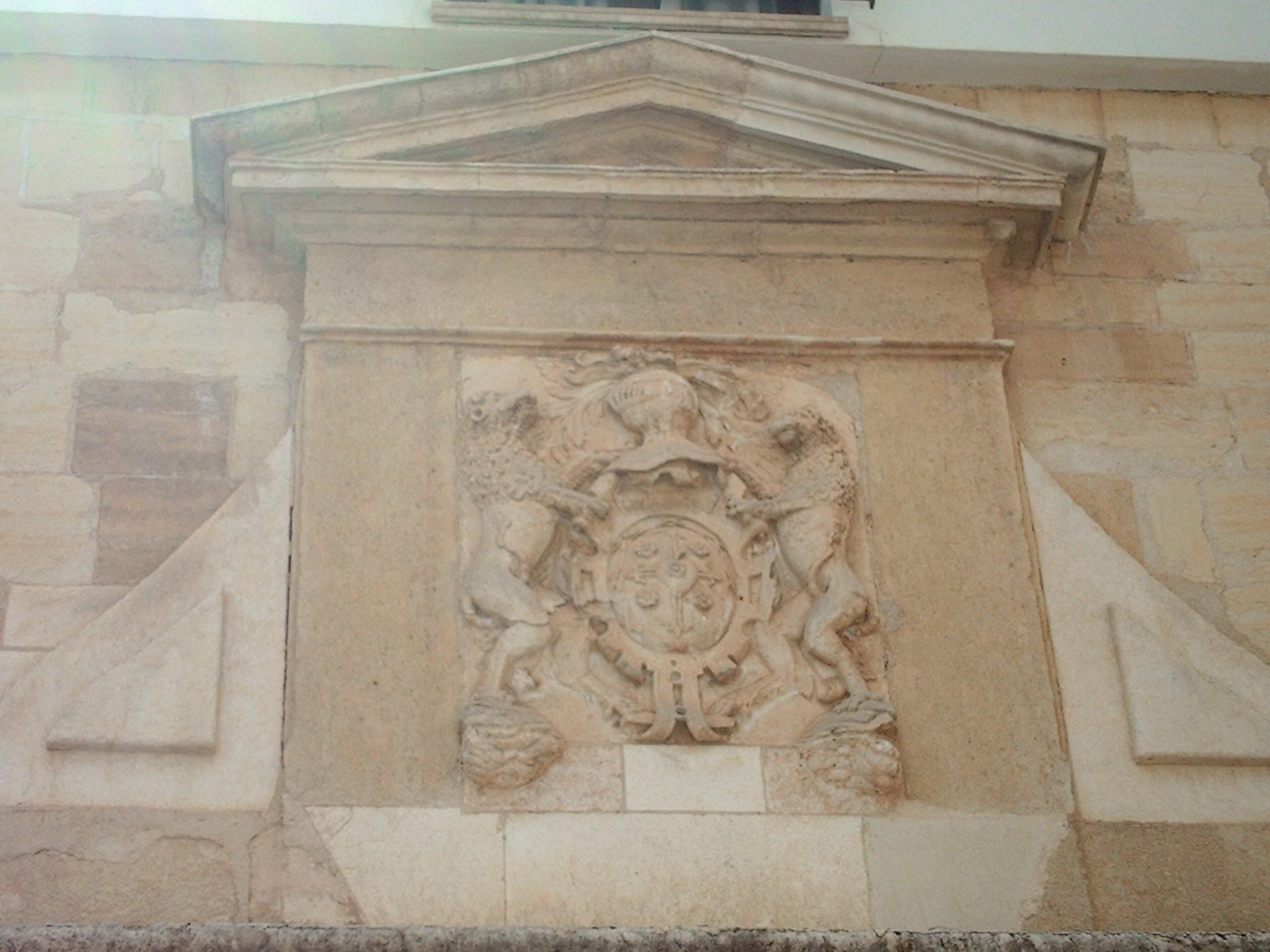
Casa de los Ortiz. Villarrobledo.

Nació en Villarrobledo en 1485, en el seno de una familia que ya había dado un ilustre escritor del Prerrenacimiento, el doctor don Alonso Ortiz de Urrutia. Estudió Filosofía, junto a su hermano Pedro Ortiz, en la Universidad Complutense y se doctoró en Derecho Canónico y Civil. Posiblemente, Fray Francisco Ortiz y Diego Ortiz sean familiares suyos.
Hacia 1516, entró como capellán en la Universidad de Salamanca en el Colegio Mayor de Santa Cruz en Valladolid. Siendo provisor del Obispado de Calahorra, fue llamado a Vitoria por el cardenal Adrian Florensz (Adriano de Utrecht) para que ejerciera como su secretario y capellán privado. En marzo de 1522 inició un periplo hacia Roma —que más adelante relatará en una de sus obras— acompañando al cardenal, que por aquel entonces era regente de España en ausencia de Carlos V. En ese viaje iba a tomar posesión de la silla apostólica como Adriano VI, último papa no italiano hasta Juan Pablo II.
A la muerte del papa en septiembre de 1523 regresó a España, pues en 1524 lo volvemos a encontrar, vinculado esta vez a Toledo, gracias a la obtención de una canonjía doctoral. También fue visitador de la Inquisición, pues se puede encontrar su nombre en bastantes legajos relacionados con procesos inquisitoriales:

(folio 1) En la çibdad de Cuenca a diez e nueve dias del mes / de junyo de myll e quinientos y veynte e seys años estando / los Reverendos señores licenciado Blas Ortiz Canonygo de la / Santa Yglesia de Toledo y visitador deste Santo ofiçio y el / licenciado Enzinas Ynquisidor de los Obispado de Cuenca e Syquença / en la Sala deste Santo Ofiçio en vista de processos / e con ellos juntamente los licenciados Carras / cossa Arçediano de Moya e el doctor Muñoz canonygo de la / yglesia de Cuenca y el licenciado Azevedo vecino de dicha çibdad, vieron / y examynaron esta confesyon y examinaçion del dicho Pedro Gonçalez / de Leon...
Legajo 758, exp. 557. Archivo Diocesano de Cuenca, Sección Inquisición. Trans. Miguel Angel Pozuelo

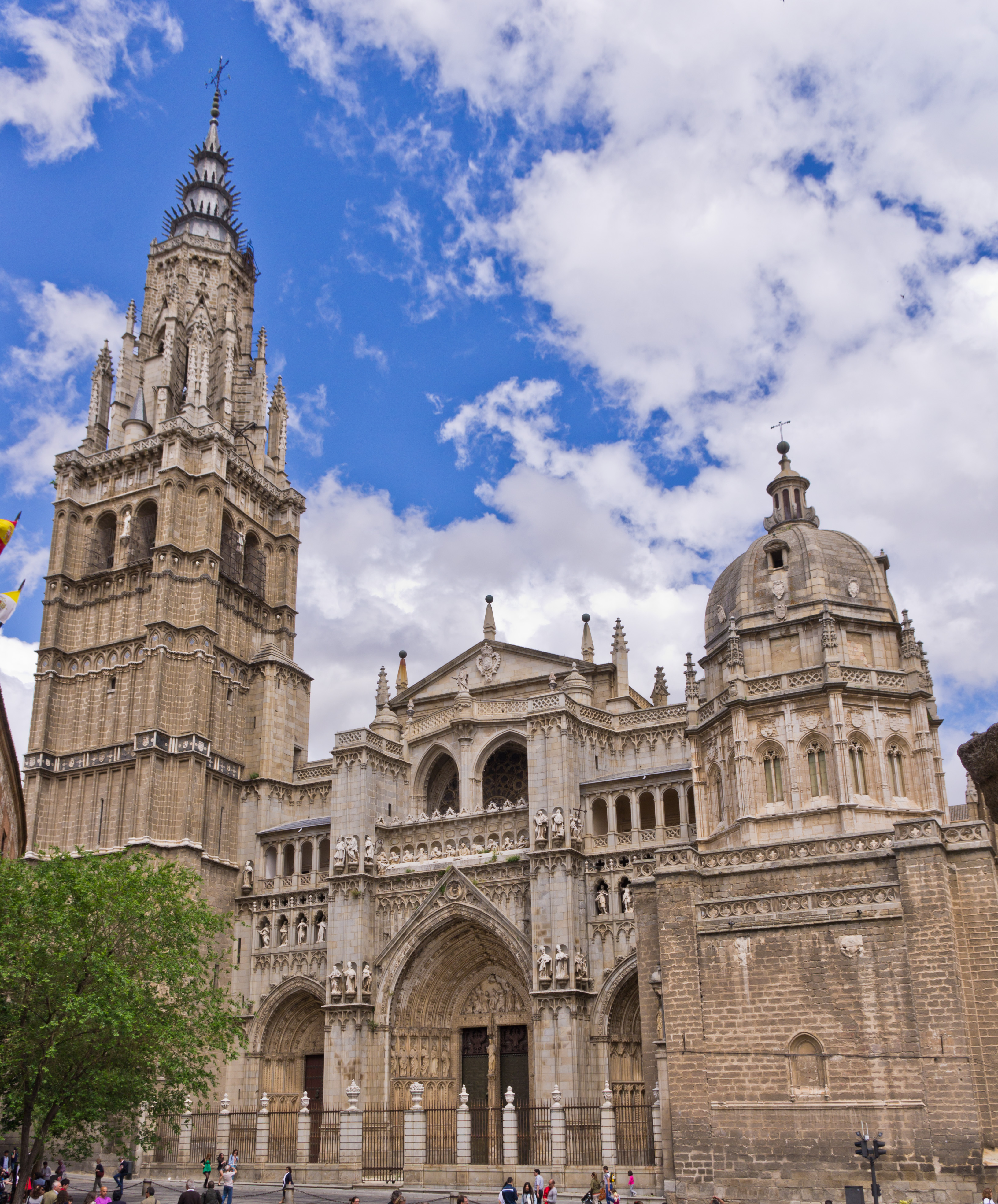
Catedral de Toledo.

Convertido en doctor en Cánones y vicario general de la Diócesis de Toledo, uno de los procesos inquisitoriales más importantes en los que participó, como representante del Ordinario, fue el de Juan de Vergara, acusado de luterano y alumbrado. Vergara ocupaba la cátedra de Filosofía en la Universidad Complutense y fue gran admirador, seguidor y amigo de Erasmo de Róterdam, a quien trató personalmente en Flandes y epistolarmente desde España. Durante el proceso, que se dilató entre 1533 y 1547, el Doctor Ortiz mostró sus simpatías por él e influyó en su posterior absolución.  Parece que la estrecha vinculación entre ambos autores era cierta, hasta el punto de que algunos autores estimaban que Vergara había ayudado al Doctor Ortiz a escribir su obra Summi Templi Toletani Descriptio de 1549.
En 1546 publicó la primera obra —editada en Toledo por Ayala— de la que se tiene noticia: Itinerarium Adriani Sexti ab Hispania. En 1549 compiló una excelente historia y descripción de la catedral de Toledo (Summi Templi Toletani Descriptio), enmarcada en una historia general de la ciudad y del Arzobispado de Toledo desde sus orígenes, que ha sido tomada como fundamento de muchas otras obras historiográficas posteriores.
Blas Ortiz murió en Toledo el 25 de mayo de 1552, víspera de la Ascensión del Señor, dejando señalado en su testamento que su cuerpo fuese trasladado y sepultado en la iglesia parroquial de San Blas de Villarrobledo, donde actualmente yace.

## Obra

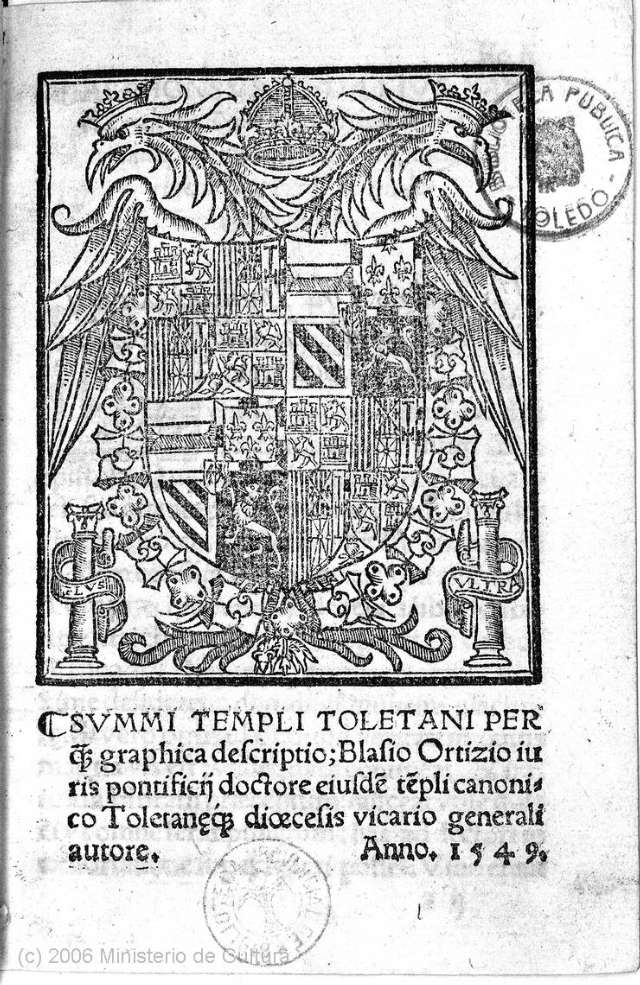
"Summi templi Toletani descriptio"

- Itinerarium Adriani Sexti ab Hispania (1546). Esta obra narra todo el viaje y un resumen del pontificado de Adriano VI. Está estructurada a modo de diario íntimo de un observador cercano, en el que cada día va anotando los hechos más importantes de su pontificado, desde su accidentado viaje desde Vitoria a Roma, hasta las dificultades que tuvo que vencer para llevar adelante su programa de reforma de la Iglesia, destacando siempre la honradez y rectitud del papa.
- Summi Templi Toletani Descriptio (1549), una excepcional obra, en tanto que es la más antigua de tal tema que se conoce, encargada por el entonces príncipe Felipe II donde se describe minuciosamente la historia y arquitectura de la catedral toledana. También constituye uno de los primeros libros historiográficos sobre la ciudad y la Archidiócesis toledana.